# Nano Morgante

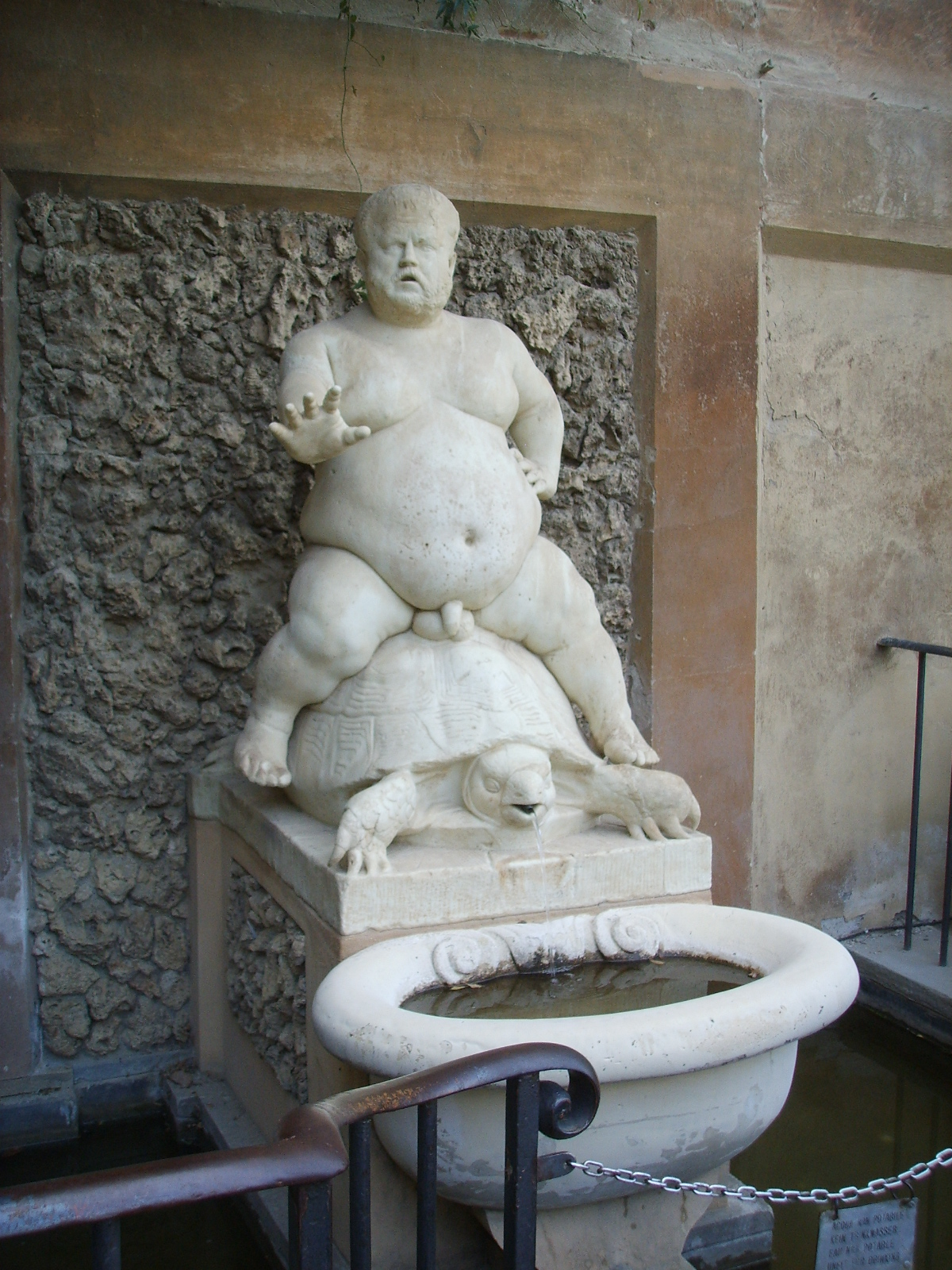
La Fontana del Bacchino, nel giardino di Boboli a Firenze

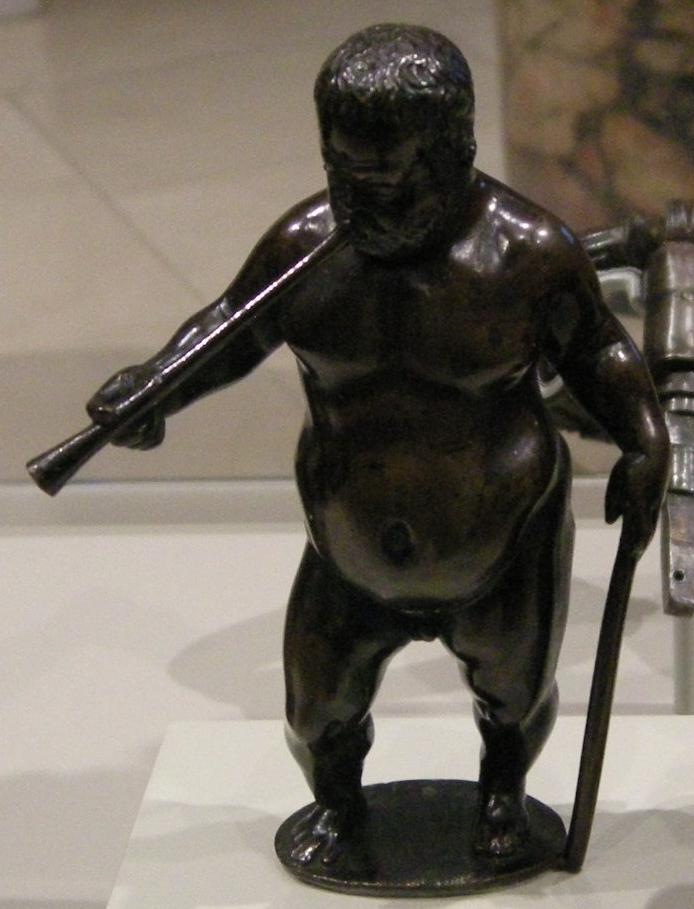
Nano Morgante che suona la trombetta, bronzetto attribuito ad Antonio Susini, 1580-1590 circa

Il Nano Morgante, soprannome di Braccio di Bartolo (XVI secolo), fu il più celebre e popolare dei nani di corte di Cosimo I de' Medici, vissuto a Firenze nella seconda metà del XVI secolo.

## I nani nelle corti europee
In molte corti europee erano presenti nani, detti anche omuncoli, che venivano usati come giullari e talvolta sbeffeggiati e ridicolizzati. Molti venivano ritratti nelle opere ufficiali al pari di curiosità stravaganti come gli animali esotici stravaganti. Tra gli artisti che hanno raffigurato nani vi sono Andrea Mantegna (nella Camera degli Sposi a Mantova), Antoon van Dyck, Diego Velázquez e Peter Paul Rubens.

## Morgante alla corte di Cosimo I
Morgante, soprannominato ironicamente come il gigante dell'omonimo poema di Luigi Pulci, era il più celebrato dei cinque nani della corte medicea a Palazzo Pitti.
Egli fu ritratto dai maggiori artisti dell'epoca per compiacere il suo signore Cosimo. Agnolo Bronzino ne dipinse un curioso doppio ritratto nel quale Morgante è rappresentato come "uccellatore" (cacciatore di uccelli con un'esca - probabilmente una civetta - che serviva per attrarre gli uccelli presso trappole poste lì vicino). Morgante tiene in una mano un gufo legato con una cordicella e attende. Sul retro si vede il risultato della sua caccia. Da notare come il doppio dipinto si inserisca nella discussione che il Varchi introdusse alla corte di Firenze proprio in quegli anni relativo al paragone delle arti, ovvero il primato della scultura o della pittura. Bronzino aveva eseguito quindi una pittura che poteva essere vista su più lati, come una scultura, in cui è rappresentata anche la dimensione temporale: vi è rappresentato il prima e il dopo la caccia.
Un altro singolare ritratto di Morgante venne fuso nel bronzo dal Giambologna in una piccola fontana già nel giardino pensile al di sopra della Loggia dei Lanzi che oggi è collocata al Bargello: anche qui è nudo ed è seduto su una chiocciola.
Ma l'opera più famosa che lo riguardi è la Fontana del Bacchino del Giardino di Boboli, dove lo scultore Valerio Cioli lo ritrasse, già più avanti nell'età, in tutta la sua strabordante corposità nudo e a cavallo di una testuggine (1560).
Anche Giorgio Vasari cita Morgante nelle sue Vite a proposito della biografia di Valerio Cioli:

## Altre immagini

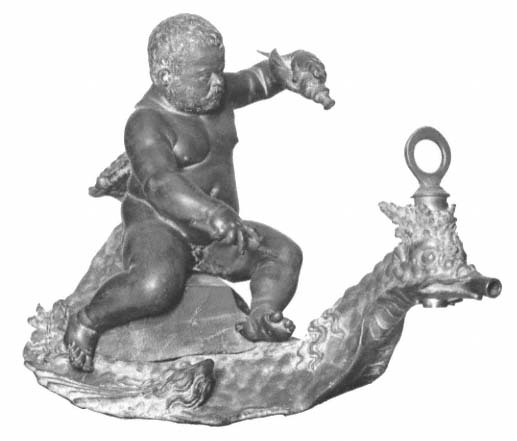
Nano morgante del Giambologna
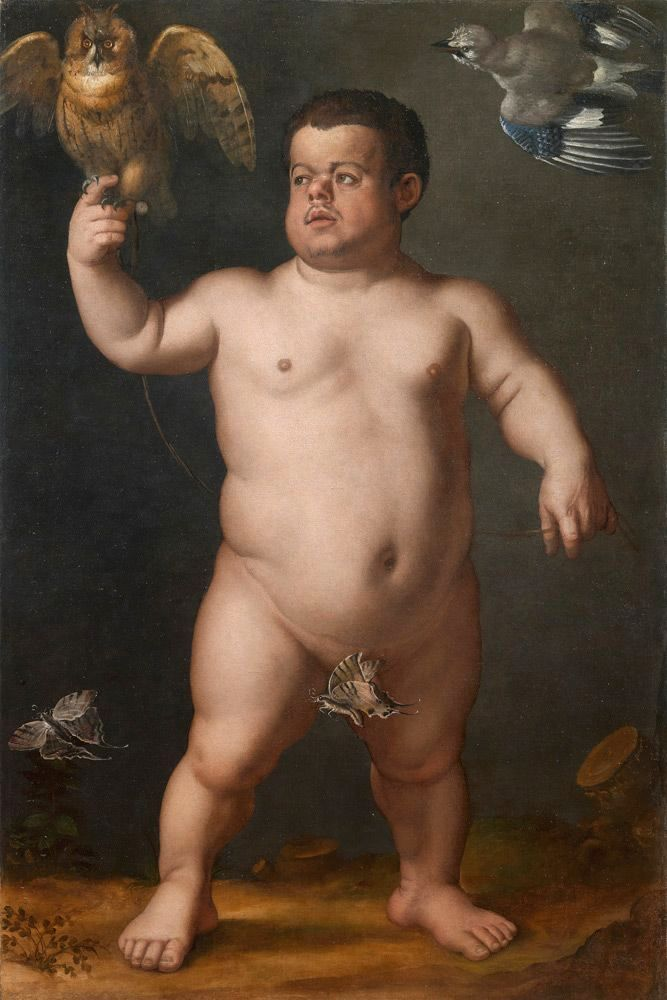
Agnolo Bronzino, Doppio ritratto del Nano Morgante (fronte)
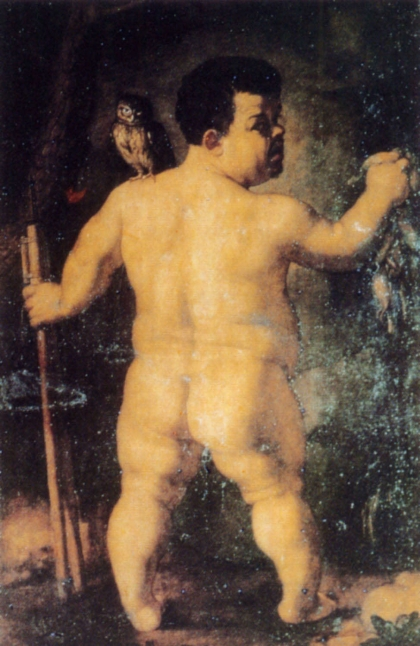
Agnolo Bronzino, Doppio ritratto del Nano Morgante (retro)